# 奥田中学校前駅
奥田中学校前駅（おくだちゅうがっこうまええき）は、富山県富山市永楽町にある、富山地方鉄道富山港線の駅である。駅番号はC29。

## 歴史
富山港線の富山ライトレールへの経営移管にあたっては、当初より複数の新駅を設置することが計画されていたが、2003年（平成15年）11月27日の富山市議会建設委員会における富山港線路面電車化検討委員会の中間報告においては富山市永楽町附近等に新駅を設置することが提案された。これによって事業計画は進められ、2005年（平成17年）2月18日に富山ライトレールは国土交通省より新駅設置の認可を受け、2006年（平成18年）4月29日の富山ライトレール富山港線の開業と共に当駅が新設された。当駅等を含む新駅の開業によりそれまで富山港線の駅間距離は平均888 mであったが、富山ライトレールへの移管開業後は546 mとなり、土居靖範はこれを「利用者が駅に一層アクセスしやすくなる」施策と評価している。
富山市は併用軌道区間であって交通量が多く、ダイヤが乱れる要因となっている当駅 - インテック本社前停留場間の一部複線化（当駅 - 八田橋間）や同区間における停留場の新設を決定しており、国土交通省はこれらの事業を2015年（平成27年）12月7日付をもって認定し、富山市等に対してその特許を与えている。龍谷富山高校前（永楽町）停留場の新設は2021年（令和3年）3月21日に実現している。

### 年表
- 2003年（平成15年）
  - 7月27日：富山市議会建設委員会における富山港線の路面電車化に係る報告において600m毎に新駅を設置する計画が発表される[2]。
  - 11月27日：富山市議会建設委員会における富山港線路面電車化検討委員会の中間報告において旅客の利便性向上のために富山市千代田町附近に新駅を設置することが提案される[3]。
- 2004年（平成16年）6月11日：富山市と富山ライトレールが4箇所に新駅を設置する方針を固める[2][11]。
- 2005年（平成17年）
  - 2月18日：国土交通省が富山ライトレールに対し新駅設置等を含む事業計画を認可する[4]。
  - 10月3日：富山ライトレールが富山駅 - 下奥井駅間に新設する駅等の命名権を1,500万円にて販売することを発表する[12]。
  - 12月2日：富山ライトレールが当駅駅名を奥田中学校前駅と決定したことを発表する[13]。当駅に係る命名権の販売申込はなく、識者や地元代表者から成る新電停名称選定委員会の検討を経て決定された[13][14][15]。
- 2006年（平成18年）4月29日：富山ライトレール富山港線の駅として開業する[5]。
- 2007年（平成19年）9月18日：富山市議会建設常任委員会において富山市が当駅 - インテック本社前停留場間に新設する停留場について設置場所を八田橋と永楽町交差点の間とすることを表明する[16]。
- 2015年（平成27年）
  - 7月28日：富山市等が国土交通省鉄道局に対し当駅 - 富山駅北停留場間における一部区間の複線化及び永楽町停留場の新設並びに当駅 - 富山駅北停留場間を富山市が上下分離として保有する等の事業につき申請を行う[17][18]。
  - 12月7日：国土交通省鉄道局が当駅 - 富山駅北停留場間における一部区間の複線化及び永楽町停留場の新設並びに当駅 - 富山駅北停留場間を富山市が上下分離として保有する等の事業を認定する[19][8][9]。
- 2020年（令和2年）2月22日：富山ライトレールが富山地方鉄道に吸収合併されることに伴い、富山地方鉄道の駅となる[20][21]。

## 駅構造
相対式ホーム2面2線の地上駅である。当駅ホームより富山駅停留場方面に鉄軌分界点が存在し、当駅が富山港線における鉄道事業法適用区間・軌道法適用区間の境界となっている。また、当駅においては線路上に地上子が整備されており、富山港線においてはこの地上子が電車内の車上子と電気的通信を行うことにより列車の検知を行っている。
ホームは低床ホームとなっており、旅客上屋等の設備が設けられている。富山港線の各駅及び各停留場においては、各電停の旅客上屋壁面を「個性化壁」と称して駅周辺の文化や歴史を伝える意匠を施しているが、当駅においては西田茂がデザインを手がけ、富山薬学専門学校がモチーフとなったイメージグラフィックが掲出されている。当駅における個性化壁の協賛企業は、東亜薬品である。また、当駅 - 龍谷富山高校前（永楽町）停留場間は複線となっている。

### のりば
| のりば | 路線      | 方向 | 行先       |
| ------ | --------- | ---- | ---------- |
| 1      | ■富山港線 | 下り | 岩瀬浜方面 |
| 2      | ■富山港線 | 上り | 富山駅方面 |

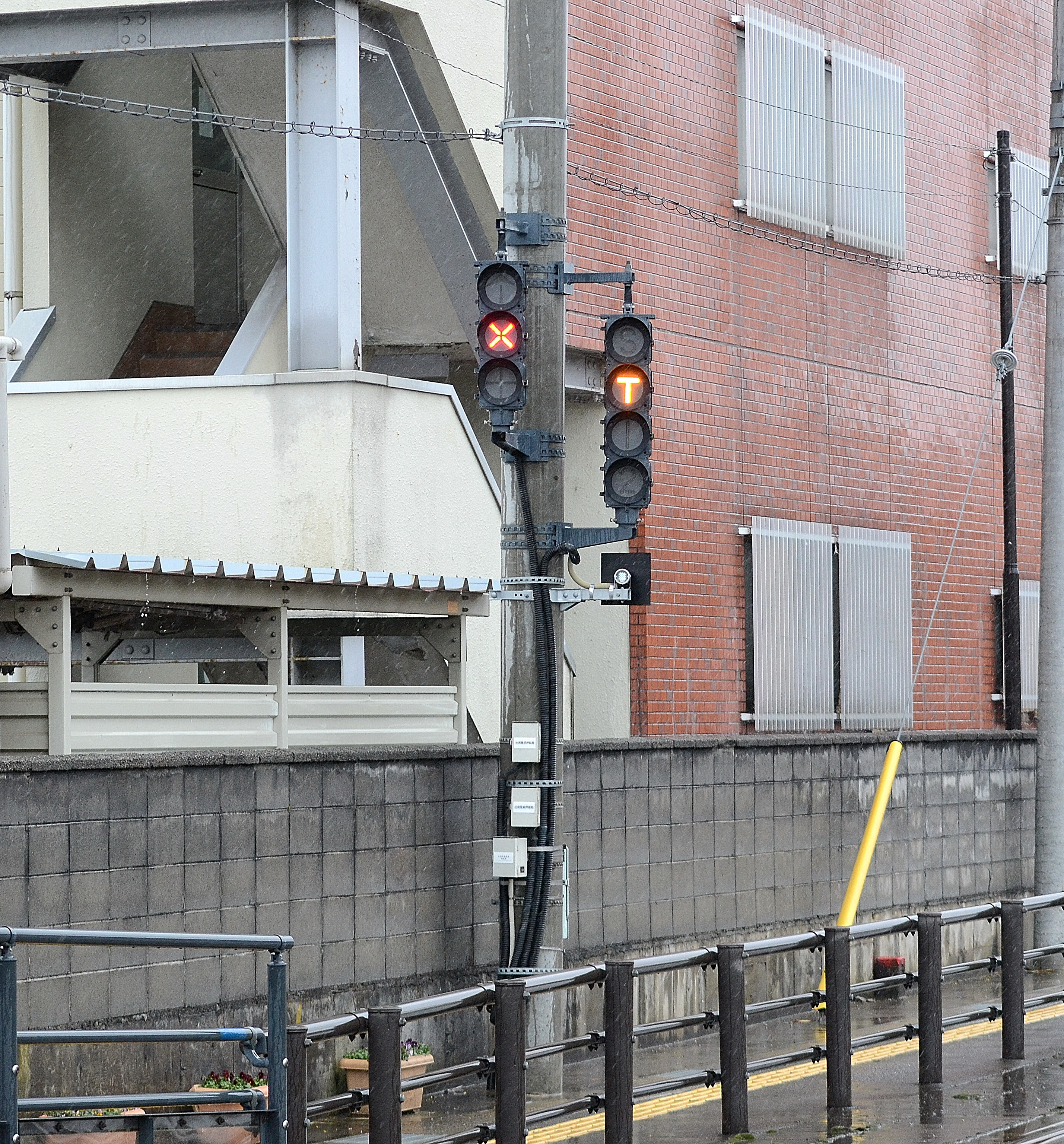
上り用2番線の富山駅方面に設置されている、軌道用の出発信号機（2015年2月）
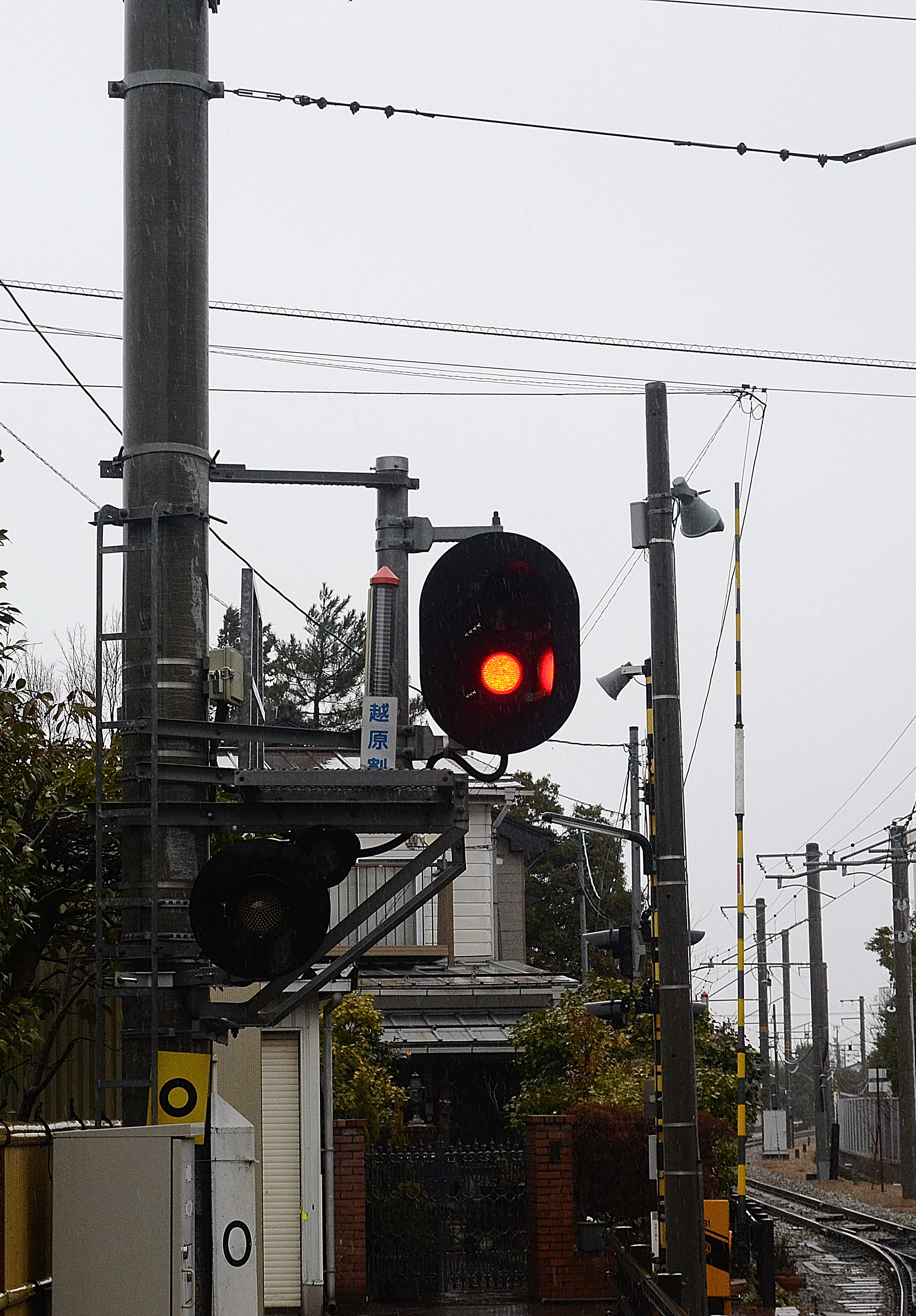
下り用1番線の岩瀬浜方面に設置されている、鉄道用の出発信号機（2015年2月）
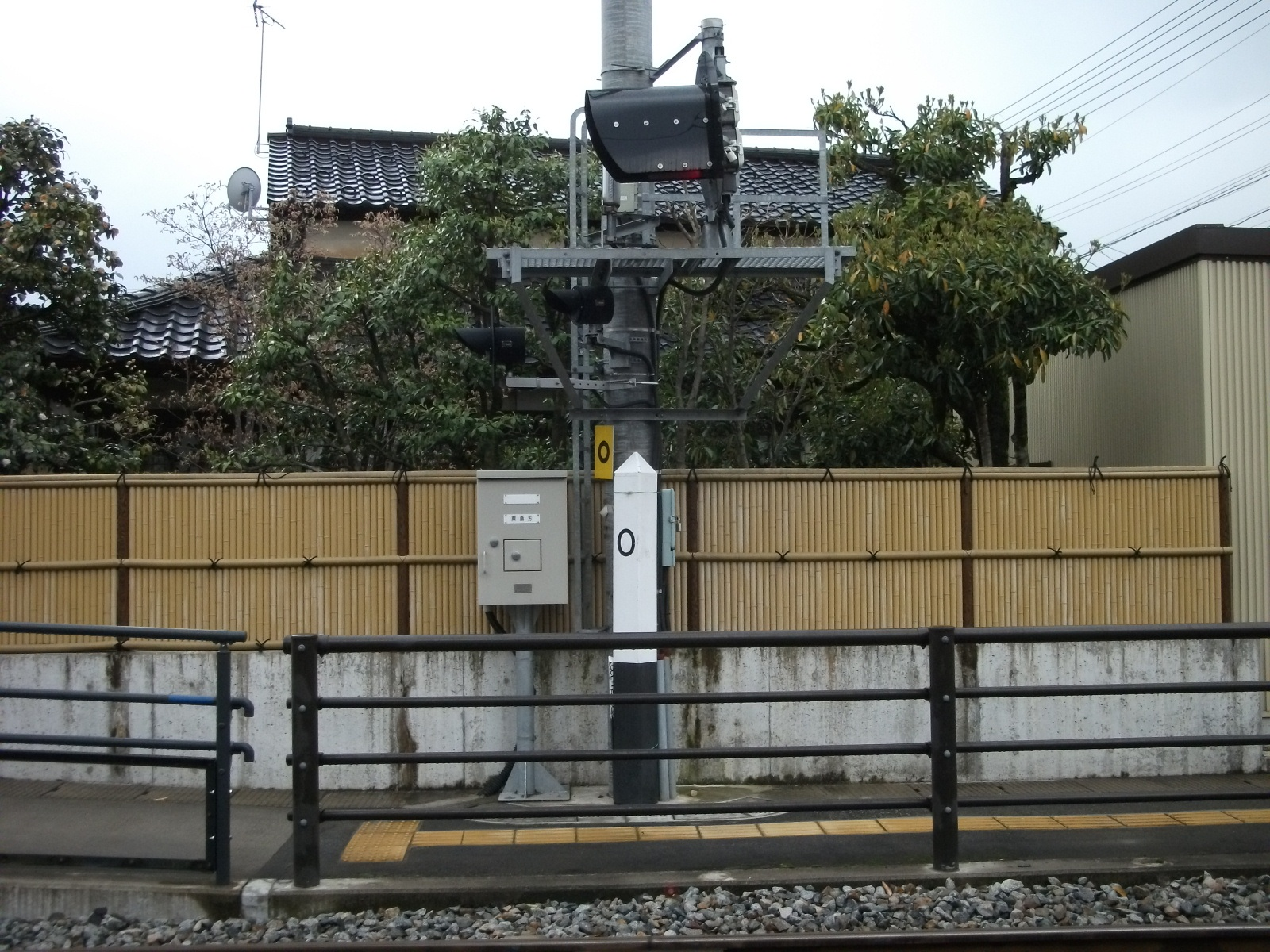
0キロポスト（2010年4月）

## 利用状況
近年の1日平均乗降人員は以下の通り。
| 年度   | 1日平均 乗降人員 |
| ------ | ---------------- |
| 2013年 | 240              |
| 2014年 | 163              |
| 2015年 | 317              |
| 2016年 | 393              |
| 2017年 | 392              |
| 2018年 | 436              |

## 駅周辺
- 富山市立奥田中学校
- アパホテルステイ〈富山〉（旧アパホテル〈富山〉、2024年2月22日リブランドオープン）
- スーパーマーケットバロー 窪新店

## 隣の駅
富山地方鉄道
■富山港線
龍谷富山高校前（永楽町）停留場 (C28) - 奥田中学校前駅 (C29) - 下奥井駅 (C30)